# Заболотовская поселковая община
Заболотовская поселковая общи́на (укр. Заболотівська селищна громада) — территориальная община в Коломыйском районе Ивано-Франковской области Украины.
Административный центр — посёлок Заболотов.
Население составляет 19 980 человек. Площадь — 212,5 км².

## Населённые пункты
В состав общины входят 1 посёлок (Заболотов) и 19 сёл:
- Балинцы
- Борщов
- Борщовская Турка
- Бучачки
- Вишнёвка
- Ганьковцы
- Зибрановка
- Ильинцы
- Келихов
- Любковцы
- Олешков
- Рожневые Поля
- Рудники
- Троица
- Тростянец
- Трофановка
- Тулуков
- Хлебычин
- Шевченково